# سیارک ۳۱۲
سیارک ۳۱۲ (به انگلیسی: 312 Pierretta) سیصد و دوازدهمین سیارک کشف شده‌است که در ۲۸ اوت ۱۸۹۱ و در نیس کشف شد.
قدر مطلق سیارک برابر ۸٫۸۹ است.